# Asō Mamiko & Captain
Asō Mamiko & Captain (麻生真美子＆キャプテン, ou "Aso Mamiko...", "Asou Mamiko..."), parfois transcrit à l'occidentale Mamiko Asō & Captain, est un groupe féminin de J-pop formé en 1984, composé de trois idoles japonaises : la chanteuse Mamiko Asō et le duo de danseuses-choristes Captain, Kiyoko Kitazawa et Keiko Yamamoto. Ces deux dernières accompagnaient auparavant l'idole Iyo Matsumoto. À la séparation du groupe en 1987, elles continuent à se produire en duo sous le nouveau nom Be-2, Mamiko Asō continuant sa carrière en solo.

## Membres
- Mamiko Asō (麻生真宮子, Asō Mamiko?, née le 5 février 1964 à Fukuoka)
- Kiyoko Kitazawa (北沢清子, Kitazawa Kiyoko?, née le 28 février 1964 à Kanagawa)
- Keiko Yamamoto (山本恵子, Yamamoto Keiko?, née le 20 mai 1962 à Tokyo)

## Discographie
Singles
Album
Compilation